# Bernd Bubeck
Bernd Ravan Bubeck (* 29. August 1949 in Ravensburg) ist ein deutscher Nuklearmediziner und Hochschullehrer.

## Leben
Bernd Bubeck erwarb im Jahre 1975 zunächst das Diplom im Fach Chemieingenieurwesen an der Universität Essen. Die Dissertation in Medizin erfolgte im Jahre 1981 mit einer Arbeit über die Diagnose von bösartigem Hautkrebs mit radioaktiven Substanzen an der Universität Heidelberg.
Die Habilitation erfolgte im Jahre 1988 mit einer Arbeit über die Nierenszintigrafie mit MAG3 mit einem Komplexsalz des radioaktiven Elements Technetium im Vergleich mit radioaktiv markierter Hippursäure an der Universität Heidelberg. Im Jahre 1991 wurde er Hochschuldozent und erhielt im Jahre 1993 eine  Professur an der Universität Heidelberg.
Im Jahre 1995 erhielt er einen Anstellungsvertrag am Institut für Nuklearmedizin des Kantonsspitals St. Gallen, wo er seine Forschungen fortsetzte.

## Wirken
Sein Forschungsgebiet ist die Nuklearmedizin und darin  speziell die Nieren-, Herz- und onkologische Diagnostik, die Schilddrüsendiagnostik sowie Schilddrüsentherapie. Er besitzt ein Patent über Radiohalogenierte Benzamidderivate, verwendbar zur Diagnose und  zur Behandlung von Tumoren, insbesondere von Melanomen.

## Auszeichnung
- 1989: Mallinckrodt-Förderpreis Nuklearmedizin der DGN

## Publikationen (Auswahl)
- B. Bubeck: Technetium-99m-MAG3 für die nuklearmedizinische Nierenfunktionsdiagnostik : Pharmakokinetik und klinische Anwendung im Vergleich mit radiojodierter Hippursäure, 2. Aufl.,  Huber Bern ; Göttingen ; Toronto ; Seattle 1993, ISBN 3-456-82348-7